# Tmesisternus divisus
Tmesisternus divisus là một loài bọ cánh cứng trong họ Cerambycidae.